# Björnligan
För andra betydelser, se Björnligan (olika betydelser).

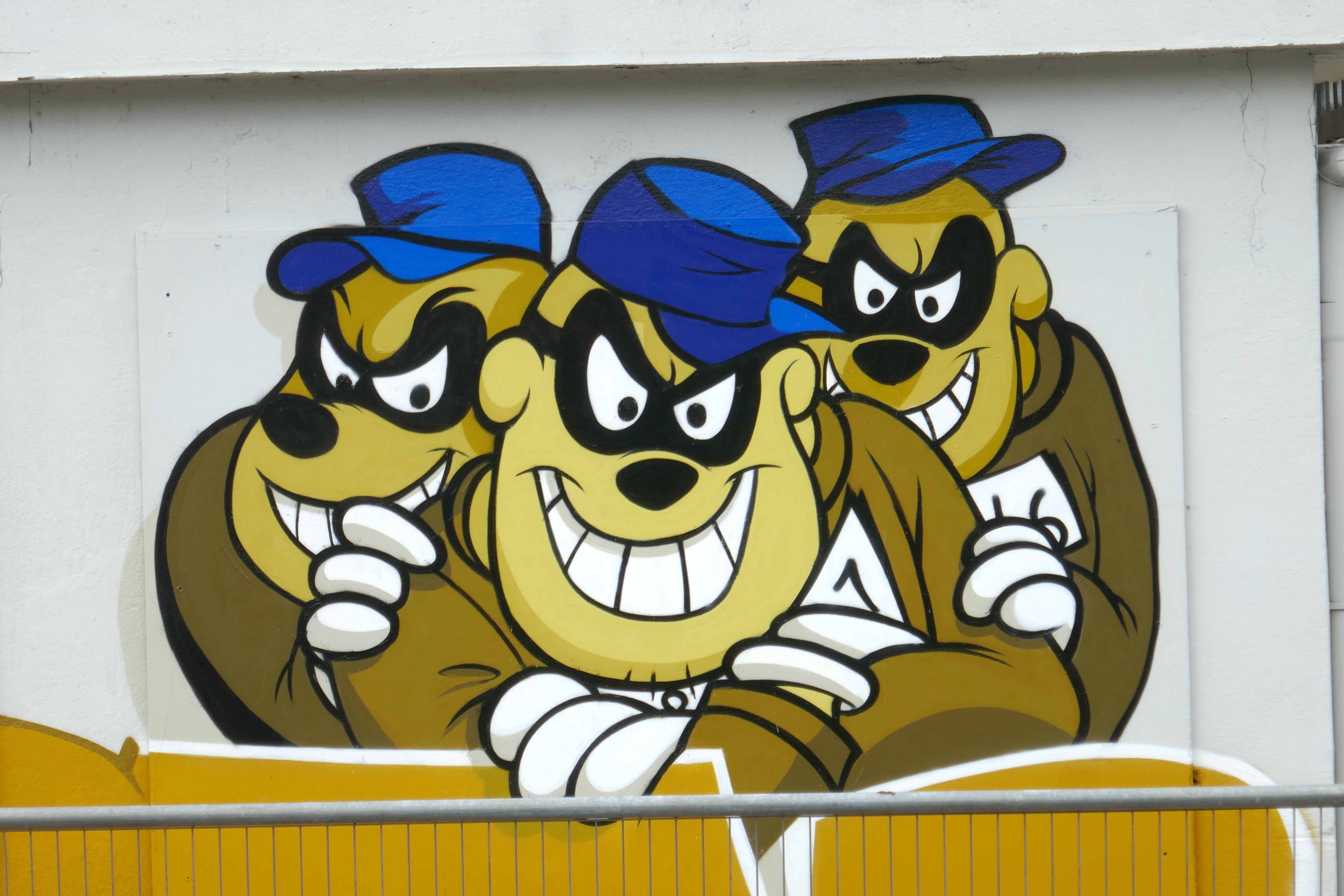
Björnligan.

Björnligan (engelska: Beagle Boys) är en grupp seriefigurer som förekommer i serierna om Kalle Anka, ursprungligen skapade av Carl Barks.

## Debut
Björnligan medverkade för första gången i serien En så'n kanonbra idé (Terror of the Beagle Boys) år 1951.
De är skurkar som försöker stjäla Joakim von Ankas förmögenhet. De är lika, men kan skiljas åt av de nummerskyltar de bär på bröstet. Ligans utseende är inspirerat av beaglehunden vilket också givit ligan dess ursprungliga engelska namn "Beagle Boys".

## Antal
Hur många medlemmar det finns i Björnligan är oklart men det vanligaste är att det är tre exakt likadana figurer. Ändå är de betydligt fler, i vissa avsnitt har det varit fem medlemmar som har synts till och i några enstaka tillfällen har det också varit ännu fler medlemmar med identiskt utseende. Vid något tillfälle har det till exempel varit 13 stycken med identiskt utseende som har åkt i en buss. I en historia syntes mellan sextio och hundra björnbusar.
Carl Barks, som uppfann Björnligan nämnde att det skulle finnas ett dussin björnbusar, men han ritade aldrig mer än åtta per serieruta. Detta var Don Rosa uppmärksam nog att lägga märke till vilket ledde till att inte heller han ritade fler än åtta björnbusar per ruta.

### Nummer
Björnligans medlemmar identifieras med sina fängelsenummer, som de alltid bär på bröstet. Vanligtvis har alla medlemmarna nummer i serien 176 med efterföljande tresiffrigt nummer, nästan alltid med siffrorna 1, 6 och 7 i olika kombinationer. Det kan vara 176-671, 176-617, 176-716, 176-167, 176-176 etc. Vissa speciella medlemmar har avvikande nummer.

### Andra medlemmar
Det finns också några medlemmar med avvikande utseende. Bland dessa kan nämnas Björnfarfar som har skägg och röker pipa. En annan avvikande figur är Knitter eller 777 som han också kallas, eftersom det står 777 på hans nummerskylt. Knitter är uppfinnare och han är nästan lika framgångsrik som Oppfinnar-Jocke. Skillnaden är bara att Knitter använder sina uppfinningar i kriminella syften.
I Disneys tecknade serier om Kalle Ankas universum är en av medlemmarna i Björnligan förtjust i sviskon. Det finns dessutom en Björnligan-hund som heter Max och bär mask precis som de. Björnligan hade en gång en medarbeterska som hette Nalla de Norp, tillsatt av föreningen för jämlikhet bland kriminella. Hon var klantig, men hade en osannolik tur och därför gick deras rånande toppen med henne. Britten James Björn har också medverkat i en serie.
Björnligan har liksom många andra i Kalle Ankas universum yngre släktingar, "brorsöner". Tre brorsöner, "Björnglina", sågs till under främst 1960-talet.

## Organiserad brottslighet
Björnligan är ett kriminellt gäng där alla är släkt. De står för merparten av den kriminella verksamheten i Ankeborg.
I Carl Barks-ritade serier förekommer det ibland en större mängd björnbusar, men enligt Barks själv aldrig fler än åtta stycken i samma serieruta. Det framkommer också i det barkska serierna att Björnligan stundtals förfogar över stora materiella och ekonomiska resurser, och de ingår dessutom i ett mer internationellt brottsyndikat och i en fackförening med arbetslöshetskassa åt Ankeborgs kriminella element.
Björnligan har suttit inne på flera fängelser som "Fänglanda", "Sing-Song" och "Ankatraz" (av Härlanda, Sing-Sing och Alcatraz). Vanligast sitter de på Sing-Song. Flera gånger har de också avlagt diverse examina under sina fängelsevistelser. De har då skaffat sig kunskap i hur man skall kunna komma åt Joakim von Ankas pengar och övriga rikedomar.

## Fantastiska maskiner
Björnligan använder ingenjörskonst och påhittighet då det gäller att uppfinna och bygga de fantastiska och ofta osannolika maskiner som kan hjälpa dem att komma åt von Ankas ekonomiska tillgångar. De har bland annat byggt jättelika robotar, slagskepp, ubåtar, skogshuggarmaskiner, rymdraketer och strålkanoner. Ibland konstruerar de sådana maskiner själva, ibland tas Emil Örn till hjälp och ibland tvingar de Oppfinnar-Jocke att bygga någon slags maskin eller apparat åt dem.

## Samarbetspartners
Magica de Hex brukar ofta anlita Björnligan för att med deras hjälp kunna komma åt turkronan. Den elake uppfinnaren Emil Örn sågs ibland på 1960- och 1970-talen operera tillsammans med Björnligan. Även Guld-Ivar Flinthjärta anlitar Björnligan och finansierar deras försök att ruinera Joakim von Anka.

## Antivåld
Man har aldrig sett att någon av Björnligans medlemmar allvarligt skadat någon annan med fysiskt våld. Ett knytnävesslag med efterföljande blåtira tycks vara det allvarligaste. Medlemmarna är ofta beväpnade med batong eller pistol. Pistolen används mest att hota andra med. Skottlossning förekommer men är relativt sällsynt. Björnligan framställs som "snälla banditer", de är blödiga och inger en tillit, en tillit på sitt eget misslyckande.

## Björnligan enligt Don Rosa
I Don Rosas serieepos Joakims liv, episoden Mississippis betvingare, träffar Joakim på Björnligan första gången under en flodbåtskapplöpning i nedre Mississippifloden. På engelska heter Björnligan Beagle Boys. De är alltså egentligen inte björnar, utan beaglehundar. Översättaren Stefan Diös löste problemet genom att döpa ligans stamfader till "Björn Bandhund". Efterhandsförklaringen är alltså att ligan tagit sitt namn från faderns förnamn.

## Maskering
Man ser alltid björnbusarna med mask på. Men i Kalle Anka & c:o nr 14 år 1957 syntes en av dem utan mask. Detta skedde när Joakim von Anka oroat sig över sina pengars säkerhet. Då föreslog Kalle att han skulle köpa ett fort som var till salu. Björnligan hade som vanligt hört det hela och när Joakim hade flyttat pengarna till fortet i öknen attackerade de utklädda till indianer. När fortet var raserat hade en av knattarna lyckats larma polisen och av ren överraskning flög masken av på en av björnbröderna. Även nummerskylten finns alltid med. Badande björnbusar har iakttagits med såväl nummer som mask.

## Ger aldrig upp
Björnligans försök att komma åt von Ankas tillgångar är alltid lika fruktlösa. Därigenom skapar serien en trygghet i att återupprepa ett beteende, där läsaren redan i den första inledande rutan vet ungefär hur äventyret skall sluta. Trots sina misslyckanden ger de aldrig upp.